# Seukendorf

Lage

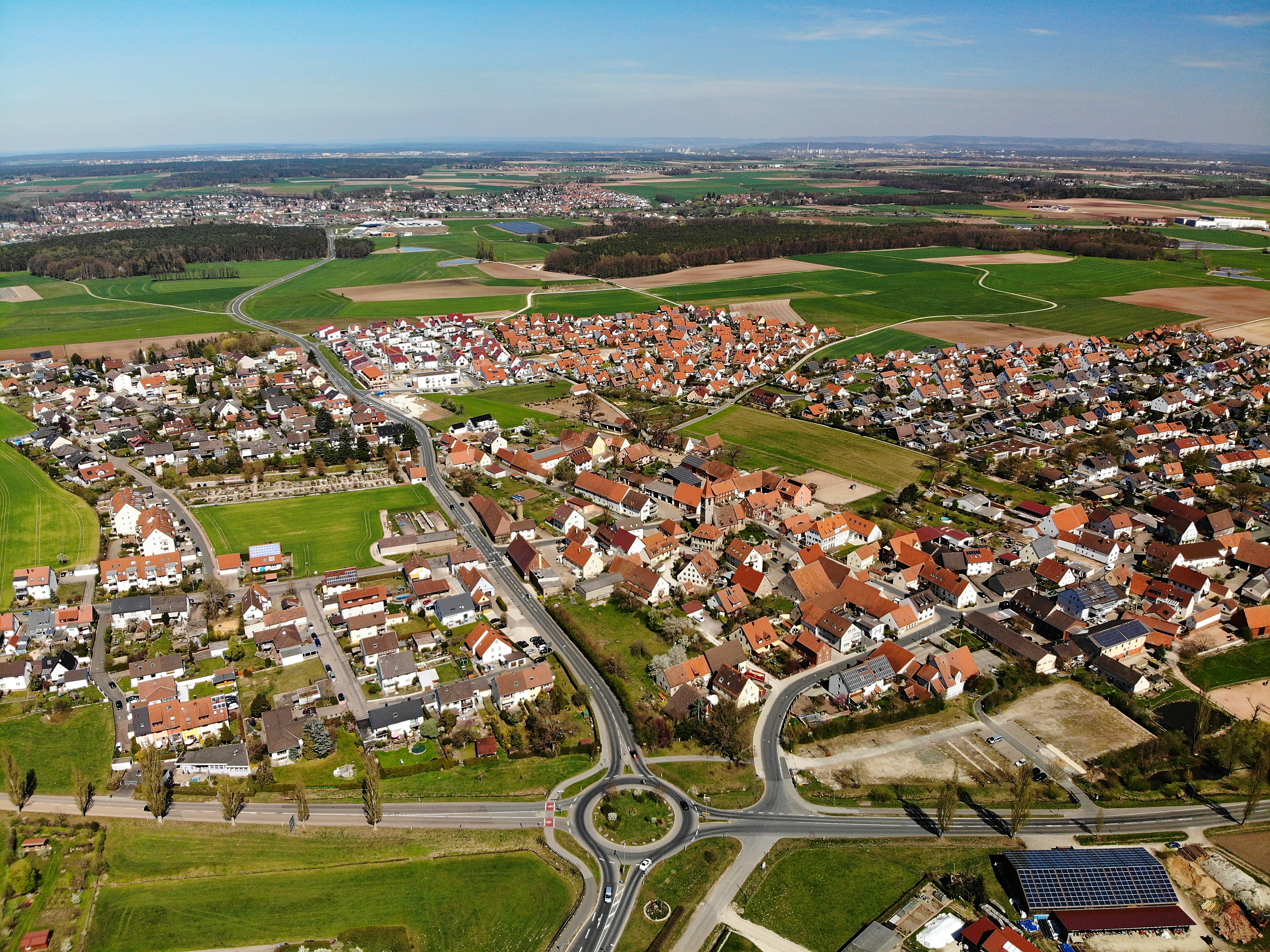
Luftaufnahme von Seukendorf von Süden (2020)

Seukendorf (fränkisch: Saign-doaf) ist eine Gemeinde im Landkreis Fürth (Mittelfranken, Bayern). Sie ist Mitglied der Verwaltungsgemeinschaft Veitsbronn. Die Gemeinde liegt zentral in der Metropolregion Nürnberg unmittelbar an der Stadtgrenze zu Fürth.

## Geografie

### Geografische Lage
Das Gemeindegebiet grenzt im Osten direkt an die Großstadt Fürth. Seukendorf liegt auf einer Anhöhe, die kulturhistorisch dem Rangau zwischen dem Großraum Nürnberg und der Frankenhöhe zugerechnet wird. Für das Landschaftsbild der Gemeinde ist die Farrnbach prägend, deren natürlicher Verlauf den Gemeindeteil Hiltmannsdorf durch ein Tal in Ost-West-Richtung von Seukendorf abtrennt. Der Ort liegt direkt an einem historisch bedeutsamen Handelsweg zwischen Nürnberg und Würzburg. Durch den autobahnähnlichen Neubau der Bundesstraße 8 im Süden der Gemeinde konnte der Kernort von regem Durchgangsverkehr entlastet werden. Nahe der Anschlussstelle zu dieser Fernstraße findet sich das gemeindliche Gewerbegebiet Am Seukenbach.

### Nachbargemeinden
Die Nachbargemeinden sind:
- Veitsbronn im Norden
- Fürth im Osten
- Cadolzburg im Südwesten

### Gemeindegliederung
Es gibt fünf Gemeindeteile (in Klammern ist der Siedlungstyp angegeben):
- Erzleitenmühle (Einöde)
- Hiltmannsdorf (Dorf)
- Kohlersmühle (Einöde)
- Seukendorf (Pfarrdorf)
- Taubenhof (Einöde)

Es gibt auf dem Gemeindegebiet nur die Gemarkung Seukendorf. Sie hat eine Fläche von 8,480 km² und ist in 2308 Flurstücke aufgeteilt, die eine durchschnittliche Fläche von 3674,33 m² haben. In ihr liegen sämtliche Gemeindeteile Seukendorfs.

## Geschichte
Der Ort wurde am 24. Januar 1320 erstmals urkundlich erwähnt, vermutlich ist er jedoch wesentlich älter. Das Bestimmungswort des Ortsnamens kann der slawische Personenname Siukinriut (deutsch: der Schwarze) oder der altfränkische Personenname Siuco sein. Seit etwa 1524 sind Seukendorf und seine Kirche evangelisch.
Gegen Ende des 18. Jahrhunderts gab es in Seukendorf 32 Anwesen. Das Hochgericht und die Dorf- und Gemeindeherrschaft übte das brandenburg-ansbachische Stadtvogteiamt Langenzenn aus. Grundherren waren das Kastenamt Cadolzburg (1 Hof, 1 Gut, 1 Hirtenhaus, 1 Badhaus), das Gotteshaus und Heiligenstiftung Seukendorf (1 Hof, 2 Güter), die Reichsstadt Nürnberg: Landesalmosenamt (4 Höfe, 3 Halbhöfe, 4 Güter), Spitalamt (1 Hof, 3 Halbhöfe), Katharinenamt (1 Hof, 1 Gut), Siechkobelstiftung St. Johannis (2 Höfe) und Nürnberger Eigenherren: von Pömer (1 Viertelhof), von Stromer (2 Halbhöfe, 3 Güter).
1792 fiel die Markgrafschaft Ansbach – und damit auch Seukendorf – an das Königreich Preußen, 1806 schließlich an das Königreich Bayern. Von 1797 bis 1808 unterstand der Ort dem Justiz- und Kammeramt Cadolzburg. Im Rahmen des Gemeindeedikts wurde 1808 der Steuerdistrikt Seukendorf gebildet. Zu der I. Sektion gehörten Erzleitenmühle, Hiltmannsdorf, Kohlersmühle und Taubenhof, zu der II. Sektion gehörten Göckershof, Hausen, Horbach, Kagenhof, Raindorf und Seckendorf. Im selben Jahr wurde die Ruralgemeinde Seukendorf gegründet, die deckungsgleich mit der I. Sektion des Steuerdistrikts war. Sie war in Verwaltung und Gerichtsbarkeit dem Landgericht Cadolzburg zugeordnet und in der Finanzverwaltung dem Rentamt Cadolzburg (1919 in Finanzamt Cadolzburg umbenannt). Bis 1812 gab es im Ort 5 Anwesen, die in der freiwilligen Gerichtsbarkeit dem Patrimonialgericht des Nürnberger Eigenherrn von Stromer unterstanden. Ab 1862 gehörte Seukendorf zum Bezirksamt Fürth (1939 in Landkreis Fürth umbenannt). Die Gerichtsbarkeit blieb beim Landgericht Cadolzburg (1879 in das Amtsgericht Cadolzburg umgewandelt), seit dem 1. März 1931 wird sie vom Amtsgericht Fürth wahrgenommen. Die Finanzverwaltung wurde am 1. Januar 1929 vom Finanzamt Fürth übernommen.
Von etwa 1810 bis mindestens 1930 war die amtliche Schreibweise „Seuckendorf“.
Im Jahr 1972 setzte sich eine Bürgerinitiative für die Eingliederung nach Fürth ein. Trotz einer überwältigenden Mehrheit in einem Referendum kam es nicht zur Eingemeindung, da der Landkreis Fürth, ohnehin der kleinste in Bayern, nicht weiter beschnitten werden sollte.

### Einwohnerentwicklung
Ab den 1970er Jahren setzte ein rasantes Bevölkerungswachstum ein, das zu einer Vervielfachung der Einwohnerzahlen bis zur Jahrtausendwende führte. Diese Entwicklung ging mit dem Zuzug von Familien aus den angrenzenden Großstädten, der planmäßigen Erschließung von Neubaugebieten mit überwiegend klassischer Einfamilienhausstruktur sowie Ansiedlung eines Gewerbegebietes einher. Nach einer Stagnation des Wachstums um die Jahrtausendwende war zuletzt eine Wiederbelebung dieser Entwicklung mit erneut steigenden Einwohnerzahlen zu verzeichnen.
Gemeinde Seukendorf
| Jahr      | 1818   | 1840   | 1852   | 1861   | 1867   | 1871   | 1875   | 1880   | 1885   | 1890   | 1895   | 1900   | 1905   | 1910   | 1919   | 1925   | 1933   | 1939   | 1946   | 1950   | 1961   | 1970   | 1987   | 2002 | 2011   | 2016   |
| Einwohner | 430    | 389    | 411    | 417    | 411    | 413    | 398    | 400    | 412    | 405    | 415    | 426    | 427    | 423    | 416    | 410    | 448    | 410    | 706    | 691    | 748    | 1007   | 2103   | 3158 | 3067   | 3144   |
| Häuser    | 61     | 65     |        |        |        | 68     |        |        | 69     | 69     |        | 72     |        |        |        | 73     |        |        |        | 87     | 145    |        | 527    |      |        | 902    |
| Quelle    | [ 14 ] | [ 15 ] | [ 16 ] | [ 17 ] | [ 18 ] | [ 19 ] | [ 20 ] | [ 21 ] | [ 22 ] | [ 23 ] | [ 16 ] | [ 24 ] | [ 16 ] | [ 25 ] | [ 16 ] | [ 26 ] | [ 16 ] | [ 16 ] | [ 16 ] | [ 27 ] | [ 28 ] | [ 29 ] | [ 30 ] |      | [ 31 ] | [ 31 ] |

Ort Seukendorf
| Jahr      | 001818 | 001840 | 001861 | 001871 | 001885 | 001900 | 001925 | 001950 | 001961 | 001970 | 001987 |
| Einwohner | 297    | 245    | *310   | 277    | 288    | 300    | 288    | 512    | 592    | 852    | +1499  |
| Häuser    | 40     | 40     |        |        | 48     | 52     | 53     | 66     | 117    |        | +366   |
| Quelle    | [ 14 ] | [ 15 ] | [ 17 ] | [ 19 ] | [ 22 ] | [ 24 ] | [ 26 ] | [ 27 ] | [ 28 ] | [ 29 ] | [ 30 ] |

## Politik

### Gemeinderat
Der Gemeinderat hat 16 Mitglieder. Hinzu kommt der direkt gewählte Erste Bürgermeister.
| Jahr | CSU | SPD | FW * | Gesamt   |
| 2002 | 7   | 4   | 5    | 16 Sitze |
| 2008 | 7   | 4   | 5    | 16 Sitze |
| 2014 | 7   | 6   | 3    | 16 Sitze |
| 2020 | 6   | 5   | 5    | 16 Sitze |

### Bürgermeister
Seit 1. Oktober 2022 ist Sebastian Rocholl (SPD) Erster Bürgermeister, dessen Vorgänger war Werner Tiefel (FW). Rocholl war zuvor Zweiter Bürgermeister der Gemeinde Seukendorf und ist somit aktuell in seiner ersten Amtszeit als Erster Bürgermeister.
Der Erste Bürgermeister wird in Seukendorf seit 1998 nicht mehr gleichzeitig mit dem Gemeinderat gewählt, da der damalige Bürgermeister Klaus Weiß während seiner Amtszeit verstarb. Die nächste Bürgermeisterwahl in Seukendorf findet somit 2028 statt.

### Wappen und Flagge
Wappen
| Wappen von Seukendorf | Blasonierung: „Unter von Silber und Schwarz geviertem Schildhaupt in Gold ein zerbrochenes, mit schwarzen Messern besetztes, rotes Rad.“ |
| Wappen von Seukendorf | Wappenbegründung: Das mit Messern besetzte Rad ist das Attribut der heiligen Katharina und weist auf die einst befestigte Kirche in Seukendorf hin, die ihr geweiht ist. Die Vierung von Silber und Schwarz erinnert an die Ortsherrschaft der Burggrafen von Nürnberg und späteren Markgrafen von Brandenburg seit dem 13. Jahrhundert. Die Gemeinde führt seit 1976 dieses Wappen. |

Flagge
Die Gemeindeflagge ist rot-weiß-schwarz.

## Kultur und Sehenswürdigkeiten

### Baudenkmäler
Der historische Ortskern von Seukendorf wurde im Zuge der Ortserneuerung kürzlich behutsam saniert und aufgewertet, ohne den Charakter der alten, typisch mittelfränkischen Bestandstruktur zu entstellen. Die evangelische Dorfkirche St. Katharina entstand im 14. Jahrhundert und wurde in den folgenden Jahrhunderten Stück für Stück erweitert. Sie war wie der Friedhof um die Kirche von Wehrgängen umgeben und beherbergt einen wertvollen Flügelaltar von 1521/22 aus der Schule Albrecht Dürers, der die Namenspatronin St. Katharina sowie den heiligen Petrus und Paulus beherbergt.

### Einrichtungen
Seukendorf unterhält im Hauptort ein Gemeindehaus mit Bürgerbüro, Versammlungssaal und Bücherei sowie einen öffentlichen Kindergarten mit sechs Gruppen, davon drei Kleinkindgruppen. 2020 eröffnete der Neubau eines zweiten Kinderhauses (Krippe und Kindergarten) unter privater Trägerschaft. Für Schulkinder wird eine professionelle Mittagsbetreuung angeboten. Zudem existiert ein Feuerwehrhaus mit integriertem Sitzungs-/Versammlungsraum. Im Neubaugebiet Am Veitsbronner Weg wurde ein Seniorenzentrum errichtet. Der Breitbandausbau garantiert den optimalen Anschluss der Gemeinde an weltweite Datennetze. Seukendorf hat ein Jugendzentrum namens SKYLINE, das ehemals den Namen NIL trug. Diese Einrichtung findet sich in unmittelbarer Nachbarschaft zu den örtlichen Sportanlagen.

### Regelmäßige Veranstaltungen
Die Kirchweih findet traditionell Ende September auf dem Festplatz am Ortseingang statt. Alljährlich wird mit einem großen Festzug, Festzelt, Fahrgeschäften, kleineren Buden und dem Weinstadl des Skiclubs ausgelassen gefeiert. Sie dauert meist ein Wochenende.
Ende November stimmt der Katharinenmarkt vor der Pfarrkirche und ein Laternenumzug auf die besinnliche Jahreszeit ein.

## Verkehr
Durch das Gemeindegebiet verläuft die etwa 800 km lange Bundesstraße 8, die in diesem Abschnitt autobahnähnlich ausgebaut ist. Hierüber ist die Gemeinde eng an die fränkische Metropolregion angebunden. Die Entfernung zum Stadtzentrum Fürth beträgt rund 10 km, Zirndorf ist 12 km, Nürnberg und Erlangen sind ca. 20 km entfernt.
Die Staatsstraße 2409 verläuft zu einer Anschlussstelle der B 8 und weiter nach Cadolzburg (3,3 km südlich). In anderer Richtung wird sie als Kreisstraße FÜ 8 fortgeführt, die nach Siegelsdorf (2,5 km nördlich) verläuft. Eine Gemeindeverbindungsstraße führt zur FÜ 2 (2 km westlich) bzw. am Taubenhof vorbei nach Burgfarrnbach zur Kreisstraße FÜs 2 (3,4 km östlich).
Die Gemeinde ist mit mehreren Bushaltestellen in den Verkehrsverbund Großraum Nürnberg (VGN) integriert. Nächster Bahnhof ist der drei Kilometer nördlich von Seukendorf gelegene Bahnhof Siegelsdorf an der Bahnstrecke Fürth–Würzburg.
Der Flughafen Nürnberg ist 18 km entfernt. Etwa 1,5 km südwestlich des Ortszentrums liegt das Segelfluggelände Fürth-Seckendorf.

## Sport
Der SV Seukendorf e. V. bietet folgende Sparten an: Fußball, Tischtennis, Badminton, Turnen, Gymnastik, Skigymnastik.
Der Schützenverein Seukendorf e. V. 1980 bietet sowohl für Jugend als auch Erwachsene ein abwechslungsreiches Programm auf den modernen elektronischen 10-m-Schießständen.